# Магеровские
Магеровские (пол. Magierowski) — дворянский род.
Потомство Ивана Магеровского, жившего в начале XVIII в.

## Описание герба
В красном поле золотой кавалерский крест, сопровождаемый снизу золотым полумесяцем.
Щит увенчан дворянскими шлемом и короной. Нашлемник: три страусовых пера. Намёт на щите красный, подложенный золотом.